# Antoine Mazairac
Antonius Hendrikus Mazairac, detto Antoine (Roosendaal, 24 maggio 1901 – Dortmund, 1º settembre 1966), è stato un pistard olandese.

## Palmarès

### Olimpiadi
- Argento a Amsterdam 1928 nella velocità.